# Swedish Doctors for Human Rights
Swedish Doctors for Human Rights (SWEDHR), även kallad Swedish Professors & Doctors for Human Rights, är en Sverigebaserad organisation som grundades 2014. SWEDHR har agerat inom internationella frågor samt  i kampanjer till stöd för läkare och fredsaktivister som förföljs eller fängslas för att utnyttja sina medborgerliga rättigheter och sin yttrandefrihet. SWEDHR uppger sig belysa "hälsofrågor om krigsbrott och kränkningar av mänskliga rättigheter över hela världen", [1] och kallar sig en oberoende  alternativ icke-statlig organisation. De åsikter som presenteras i dess publikationer tenderar därmed att skilja sig från, eller motsäga, synpunkter från till exempel Human Rights Watch samt den Svenska sektionen av Amnesty International, särskilt i fallet om Julian Assange.
Organisationen blev först känd i Sverige efter en publikation i Dagens Medicin 2015.  Organisationen refererades samma år i Läkartidningen. 
År 2019 kritiserade SWEDHR:s ordförande Marcello Ferrada de Noli Rysslands veto i FN:s Säkerhetsråd mot en resolution som ville stoppa Turkiets invasion av Rojava.
SWEDHR kommenterade i mars 2022 Rysslands angrepp på Ukraina, där man konstaterade att halva styrelsen i SWEDHR såg handlingen som ryskt självförsvar.

## Organisation
Swedish Doctors for Human Rights grundades i september 2014 av professor emeritus och psykiatern Marcello Ferrada de Noli. Organisationen är inte registrerad som icke-statlig organisation hos Bolagsverket.
Majoriteten av organisationens medlemmar uppges vara läkare, men i organisationen deltar också professorer och andra medicinska forskare från olika medicinsk-relaterade discipliner.
Organisationen publicerar en nätbaserad tidning, The Indicter.
Efter att Assange-fallet flyttades till Storbritannien 2019 rådde SWEDHR sina medlemmar att inleda samarbete med den London-baserade internationella gruppen Doctors For Assange.